# CEIP La Portalada
El CEIP La Portalada és una obra d'Altafulla (Tarragonès) inclosa a l'Inventari del Patrimoni Arquitectònic de Catalunya.

## Descripció
Escola situada en un extrem del poble. El solar en què s'ubica té forma triangular, amb un dels costats encarat a la mar i a la carretera nacional que passa per la costa. L'immoble, que ocupa la totalitat del terreny, està construït amb pantalles de formigó i lloses per a la coberta. Aquesta última s'inclina i guanya alçada a la zona d'aulari.
L'escola s'organitza al voltant de tres patis: el primer està obert al sud, de manera que les aules tenen vistes a la costa; el segon està obert al nord-oest i compta amb la pista poliesportiva i una zona de jocs; el tercer, amb vegetació, és interior i ombrívol, amb la funció de donar ventilació i il·luminació a les parts centrals d'ús comú, així com a la zona administrativa i a la de professorat.